# Fjodor Matvejevič Apraxin
Fjodor Matvejevič Apraksin či Apraxin (rusky: Фёдор Матве́евич Апра́ксин) (27. října 1661 – 10. listopadu 1728) byl jedním z prvních ruských admirálů, proslavil se vítězstvím u Gangutu.

## Život
Jeho mladší sestra Marfa (1664–1716) byla druhou manželkou manželka cara Fjodora III. Alexejeviče.
Apraksin byl jedním z bojarů, kteří byli vybráni jako společníci pro mladého Petra Alexejeviče. Povedlo se mu se s ním spřátelit a stát se jeho nejbližším důvěrníkem. Podílel se na výstavbě Petrových potěšných pluků a na výstavbě cvičných lodí jeho domácí flotily.
Poté, co se Petr ujal vlády, byl Apraksin jmenován archangelským gubernátorem. V Archangelsku na carův příkaz postavil první ruskou loděnici a první ruské obchodní lodě.
V roce 1696 se zúčastnil tažení na Azov a po jeho dobytí se stal prvním ruským guvernérem Azova. Byl také povýšen na admirála a v roce 1697 byl vyslán do Voroněže, kde dohlížel na stavbu první ruské flotily.
Roku 1702 dostal velení nově vzniklé Azovské flotily a později v Moskvě založil navigační školu, která sloužila pro výchovu specialistů ruského námořnictva. V roce 1708 byl povýšen na generál admirála (byl první Rus s touto hodností) a dostal velení Baltské flotily a všech vojenských jednotek v okolí Petrohradu. V témže roce tuto oblast napadla švédská vojska vedená generálem Lybeckerem. Tento útok Apraksin odrazil za pomoci lsti a taktiky spálené země téměř bez boje. V roce 1709 dobyl Vyborg.
Po prohraném Prutském tažení řídil demolici zdejších opevnění. V roce 1712 dostal velení všech pozemních a námořních sil v Pobaltí a stal se zdejším gubernátorem. Povedlo se mu dobýt jižní Finsko. 7. srpna 1714 zvítězil u Gangutu a daroval tím Rusku první námořní vítězství.
V prosinci 1717 získal velení nad veškerými ruskými námořními silami. V letech 1722-1723 se zúčastnil Perského tažení a řídil stavbu Kaspické flotily. Za Kateřiny I. se stal členem nejvyšší tajné rady, ale když zemřela, vzdal se všech funkcí.
Zemřel 10. listopadu 1728 a byl pohřben do rodinné hrobky v Chrysostomově monastýru v Moskvě. Jeho hrob zničili komunisté ve třicátých letech 20. století.

## Vyznamenání
- Řád sv. Ondřeje
- Řád sv. Alexandra Něvského
- Řád bílého orla